# 芹川レイラ
芹川 レイラ（せりかわ れいら、1988年1月17日 - ）は、日本のAV女優。
マークスジャパン所属。

## 略歴
- 2007年にAVデビュー。

## 人物
- 出身地：神奈川県
- 血液型：A型
- 身長：155cm
- 3サイズ：83cm(D)-57cm-85cm。
- 趣味・特技：音楽鑑賞、雑貨屋巡り。

## 作品

### アダルトビデオ
- 万引き女 罪と罰 特別篇（2007/05/18、ゴーゴーズ）
- 新刊雑誌の読者モデル選考会に応募してきた女をレズの審査員がヤる（2007-09-07、カッコイイ！）
- もうパパじゃなきゃダメなの 2（2007/10/12、東京音光）
- SOD女子社員 下半身丸出し◆秋の夜長の社内大運動会@220分SP（2007/9/20、SODクリエイト）
- 手コキクリニック 大感謝祭スペシャル（2008/01/05、SODクリエイト）他出演：陽多まり、ICHIKA、結愛、伊沢涼子、野々山まい、小坂真希、水沢雪乃
- 突然背後からJKに手コかれちゃった僕。（2008/01/19、アロマ企画）他出演：花野心、千倉あい、三枝みのり、神楽恵、白鳥みるか、瀬名つむぎ、高橋りお
- 万引き女 罪と罰 特別篇2（2008/02/08、ゴーゴーズ）
- ギャルだらけの逆チカン路線バス！ vol.2（2008/05/08、GARCON）
- 究極の妄想発明シリーズ第6弾 すけすけ透視メガネ パート2（2008/07/17、ROCKET）他出演：赤西涼、早乙女美奈子、椿あゆ、中川茅乃、志水ゆい、神野楓、杏樹、磯崎光、千尋、根本あきこ、原田真琴、美上梨奈
- 全国ビデオショップ店員の妄想リクエスト祭り（2008/07/17、ナチュラルハイ）
- 素人未満即過激！ イケナイコト 2 （2008/07/29 ）
- 全裸美術館　～世界で最も見たくなる美しき全裸～（2008/08/21、SODクリエイト）他出演：鈴木杏里、赤西涼、小春、霧島さつき
- 汗だく 匂い立つ女の香、肉体と体液が混ざり合うセックス（2008/10/23、SODクリエイト）他出演：翔乃マユ、東条かれん、りつか、早乙女美奈子、葉月るい
- 警備員Kからの投稿 熱狂会場！！ 人気グループM コンサート会場救護室盗撮映像（2008/10/25、レッド）
- 万引き女 罪と罰 特別篇3（2008/11/21、ゴーゴーズ）
- ロリコン体育教師わいせつ盗撮（2009/06/12、I.B.WORKS）
- 関東女子校MAP 黒タイツ編（2010/03/19、ROOKIE）他出演：鈴木茶織、河純ひなみ、朝倉夢、深海沙織、長坂郁美、あすかみみ、大崎マリナ、桃井りん、つばき、宝生優果、長谷川聖那、森谷みう、丸山比呂、南あやか、仲尾萌香、村瀬優花、原田実紗、姫乃未来、伊東麻央
- 尾行盗撮で検挙されたO氏のテープ（2010/07/01、Fetishist／妄想族）
- 突然、お尻で顔面圧迫されて思わずセンズリしちゃった僕（2010/07/15、ジャネス）
- おんなの旅湯 熱海温泉編
- 公園中○生カップル盗撮（2010/09/24、I.B.WORKS）

### TV
- 連続無制限×絶頂地獄（パラダイステレビ）他出演：大塚雪乃